# Ottmar Besenfelder
Ottmar Besenfelder (* 31. August 1908 in Schömberg bei Balingen; † 1994 in Stuttgart) war ein deutscher Architekt. Als angestellter Mitarbeiter von Paul Bonatz, Mitarbeiter von Gerhard Graubner, freiberuflicher Mitarbeiter von Rolf Gutbrod und Schüler von Paul Schmitthenner gehörte er zu den Vertretern der Stuttgarter Schule. Er war ein enger Freund des Künstlers Alfred Wais.

## Leben
Ottmar Besenfelder wuchs mit einem Bruder und einer Schwester in Schömberg auf, seine Eltern betrieben eine kleine Landwirtschaft. Ein Lehrer erkannte seine akademische Begabung und veranlasste seinen Eintritt in das Konvikt Rottweil. Eine Laufbahn in der römisch-katholischen Kirche kam für ihn jedoch nicht in Frage, sodass er das Konvikt auf eigenen Wunsch wieder verließ.
Nach Praktikantentätigkeiten in Baugewerken und bei der Pulverfabrik Rottweil (bzw. der IG Farben AG) holte er 1928 am Rottweiler Gymnasium das Abitur nach. Von 1928 bis 1935 studierte er an der Technischen Hochschule Stuttgart Architektur, einer seiner Lehrer dort war Paul Schmitthenner, das Zwischenpraktikum absolvierte er 1930 bis 1932 beim württembergischen Bezirksbauamt Rottweil.
Er arbeitete als angestellter und freier Architekt bei verschiedenen Stuttgarter Architekturbüros, darunter die von Günter Wilhelm, Gerhard Graubner, Paul Bonatz und Rolf Gutbrod, und war viele Jahre freiberuflich tätig. Ab 1958 war er beim baden-württembergischen Hochschulbauamt Stuttgart angestellt, dort zuständig für die Universität Hohenheim.
Ottmar Besenfelder war verheiratet mit Hedwig Regine Besenfelder geb. Kehrer, sie hatten zwei gemeinsame Kinder.

## Bauten (Auswahl)
- 1937–1938: Umbau der Handelsschule Stuttgart (als Mitarbeiter bei Gerhard Graubner)
- 1937–1938: Umbau des Hotels Rappen in Freudenstadt (als Mitarbeiter bei Gerhard Graubner)
- 1938: Hochbauten der 3. Reichsgartenschau 1938 in Stuttgart (als Mitarbeiter bei Gerhard Graubner)
- 1949: Umbau des Wohnhauses von Ferry Porsche in Stuttgart, Feuerbacher Weg 50 (mit Rolf Gutbrod)[1]
- 1949–1950: Büro- und Geschäftshaus für die Süddeutsche Holzberufsgenossenschaft (genannt Loba-Haus) in Stuttgart, Charlottenstraße 29/31 (mit Rolf Gutbrod)[2]
- 1949–1951: Wiederaufbau des Wohnhauses Am Bismarckturm 17 in Stuttgart (mit Rolf Gutbrod)[1]
- 1950–1952: Wohnhaus für den Unternehmer Rager in Schömberg bei Balingen
- 1951: Umbauten der Fabrikgebäude der Trikotagenfabrik Wilhelm Benger Söhne in Stuttgart, Böblinger Straße 72 (mit Rolf Gutbrod)[1]
- 1951–1952: Wohnhäuser Parlerstraße 10 und 12 in Stuttgart (mit Rolf Gutbrod)[1]
- Grundschule in Schömberg bei Balingen[3][4]
- 1954: Rappachschule in Stuttgart[5]
- 1959–1960: Wohnhaus Besenfelder in Stuttgart, Spitzwegstraße 5
- 1962: Hahn-Hochhaus in Stuttgart, Friedrichstraße 10 (mit Rolf Gutbrod)[2]

Wohnhaus Rager
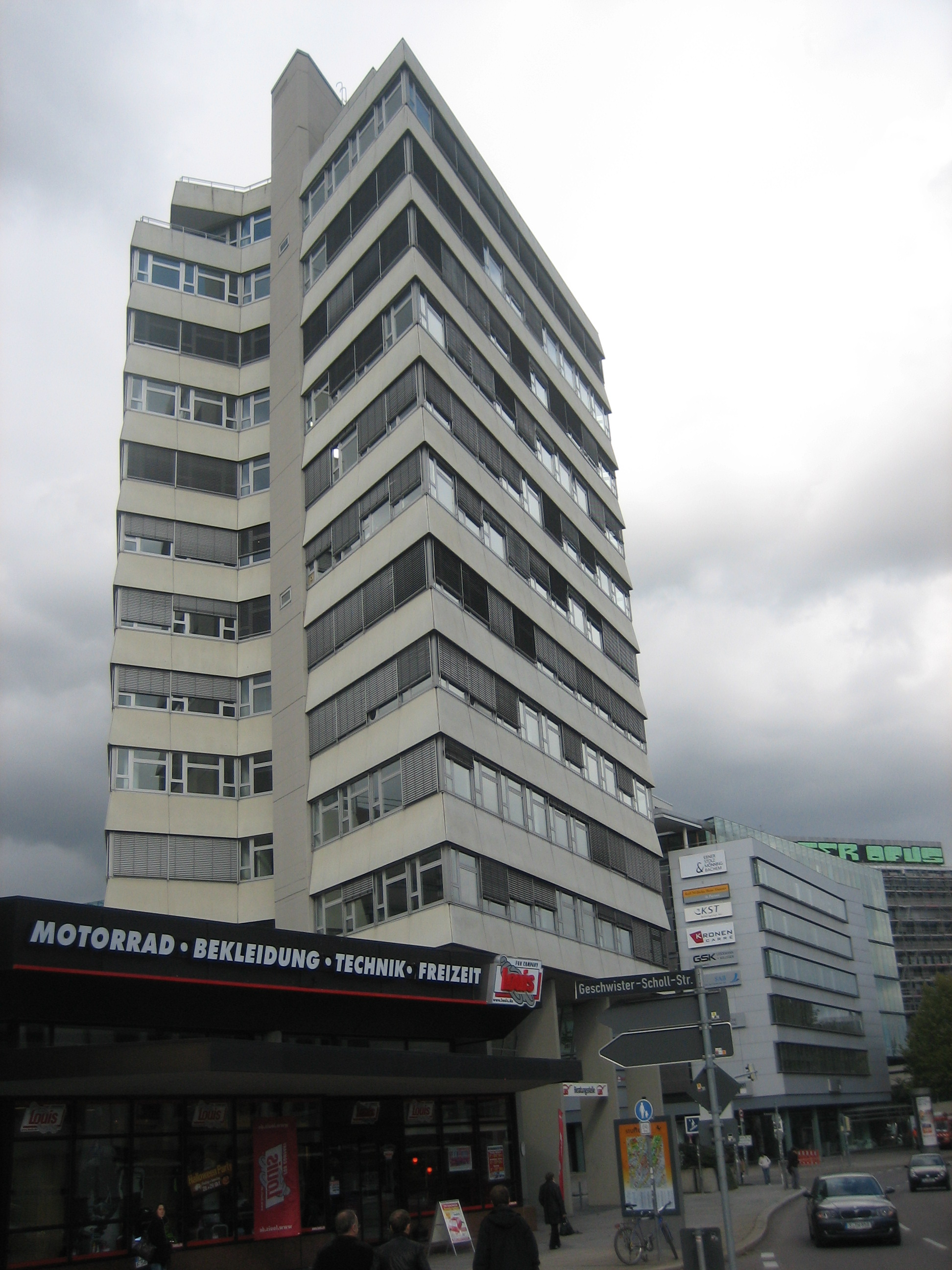
Hahn-Hochhaus
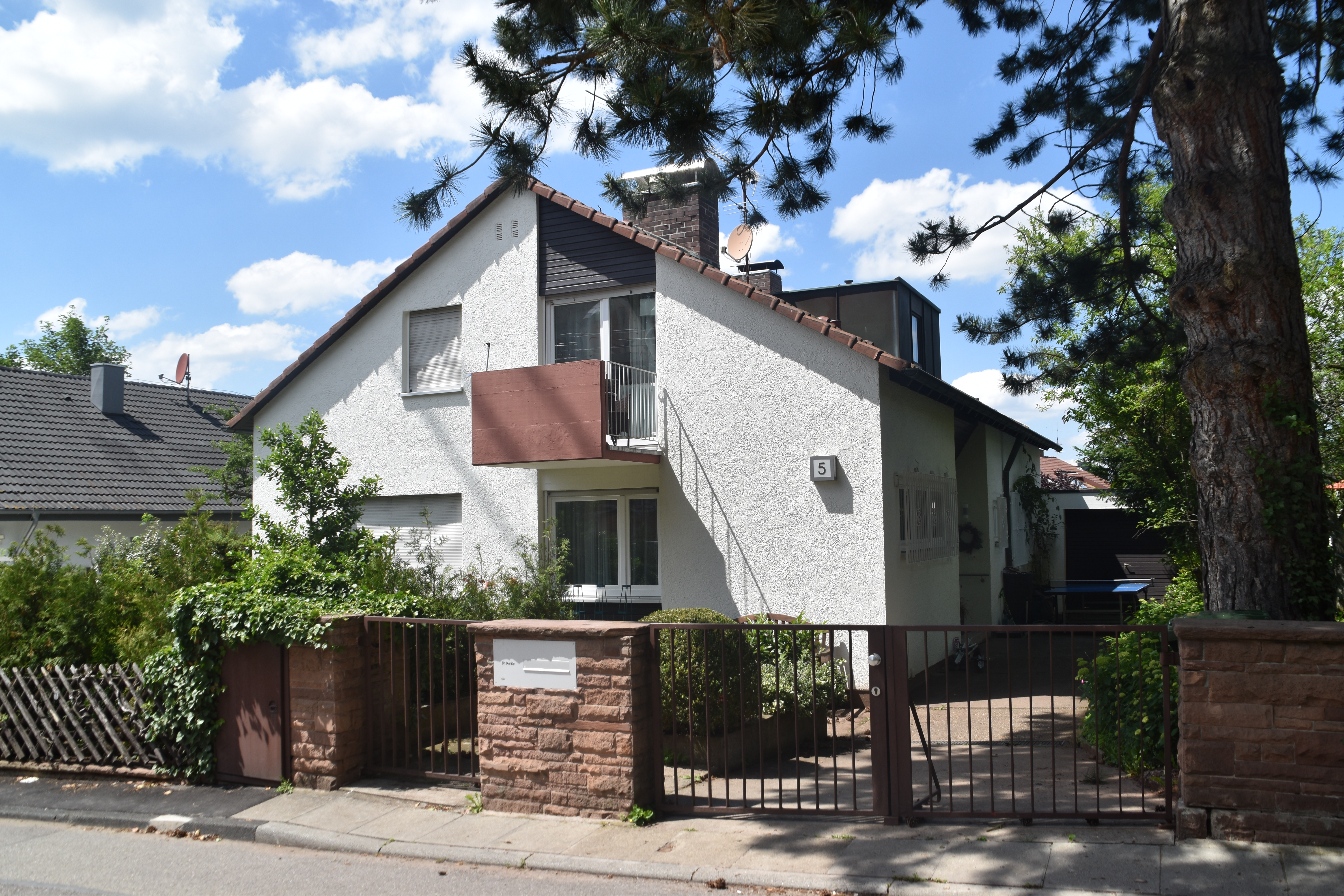
Wohnhaus Besenfelder
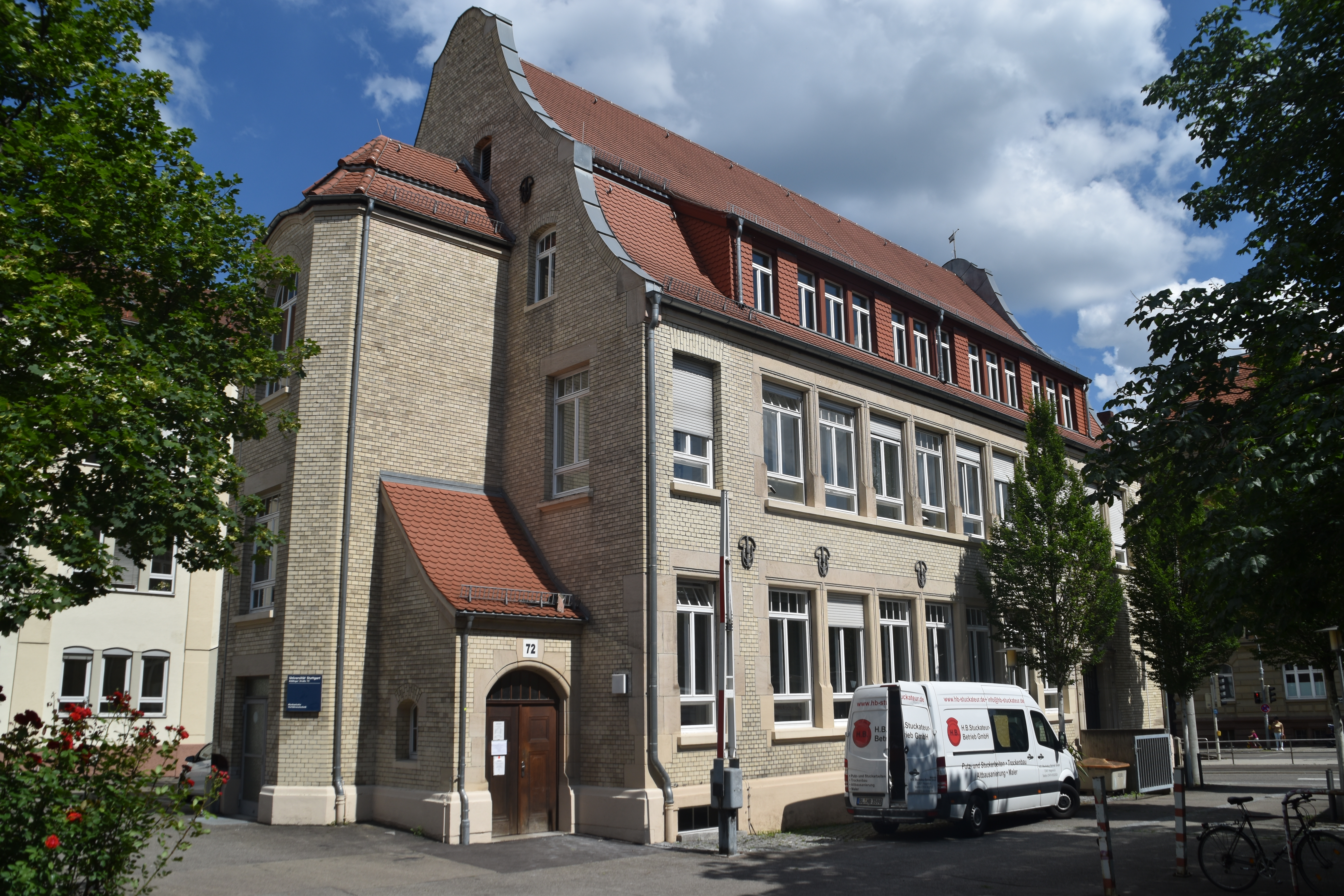
Trikotagenfabrik Wilhelm Benger Söhne
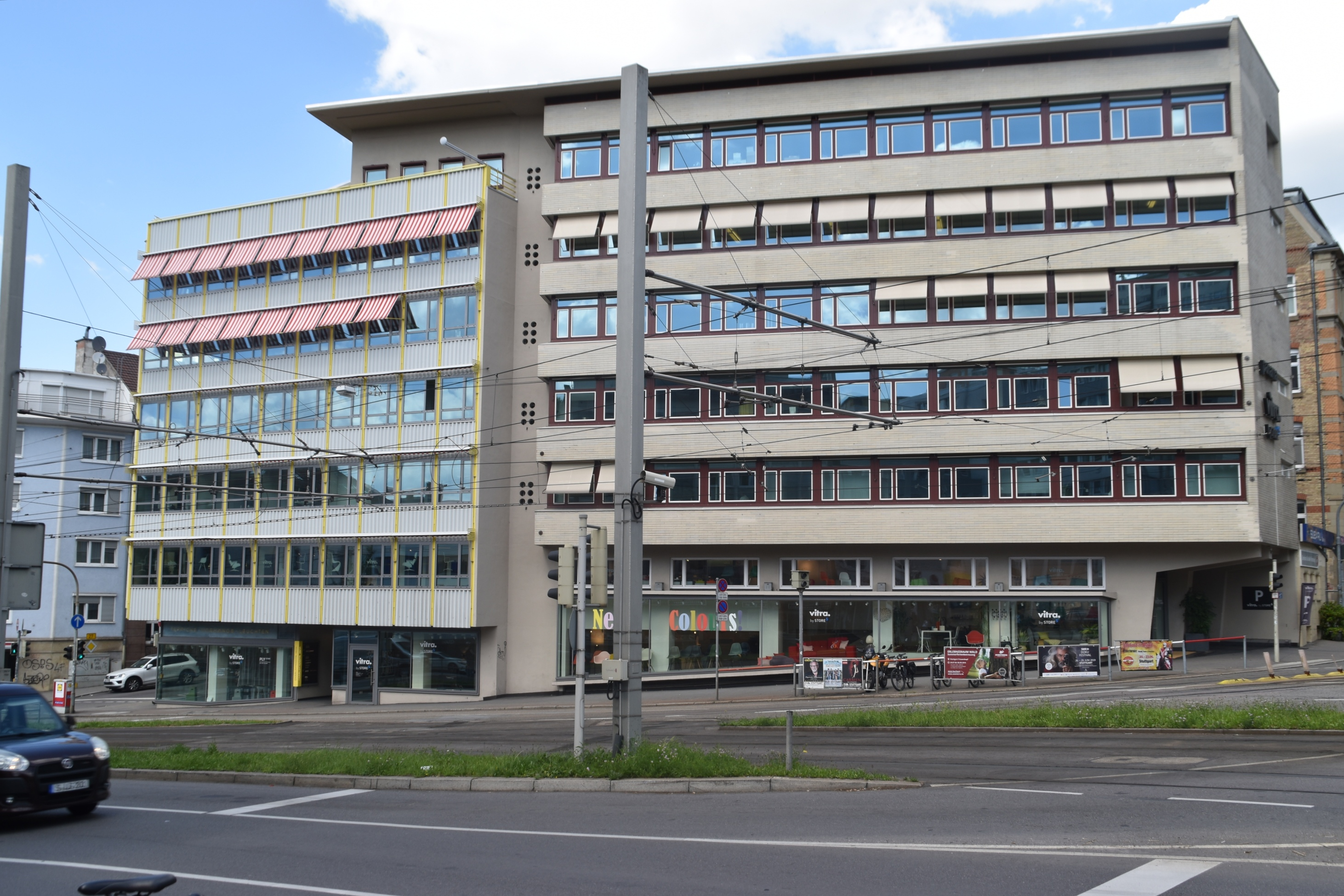
Loba-Haus
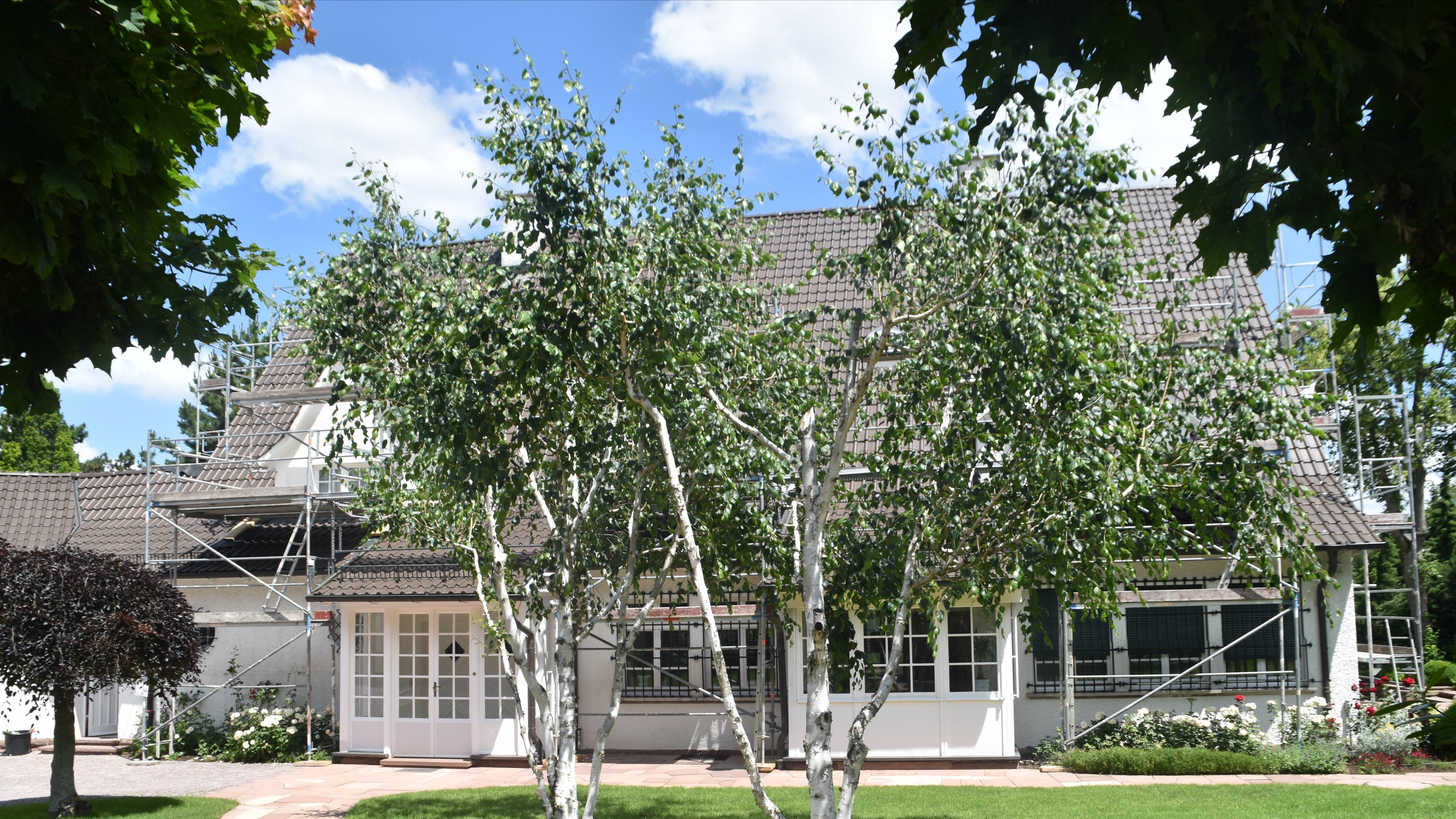
Wohnhaus Ferry Porsche
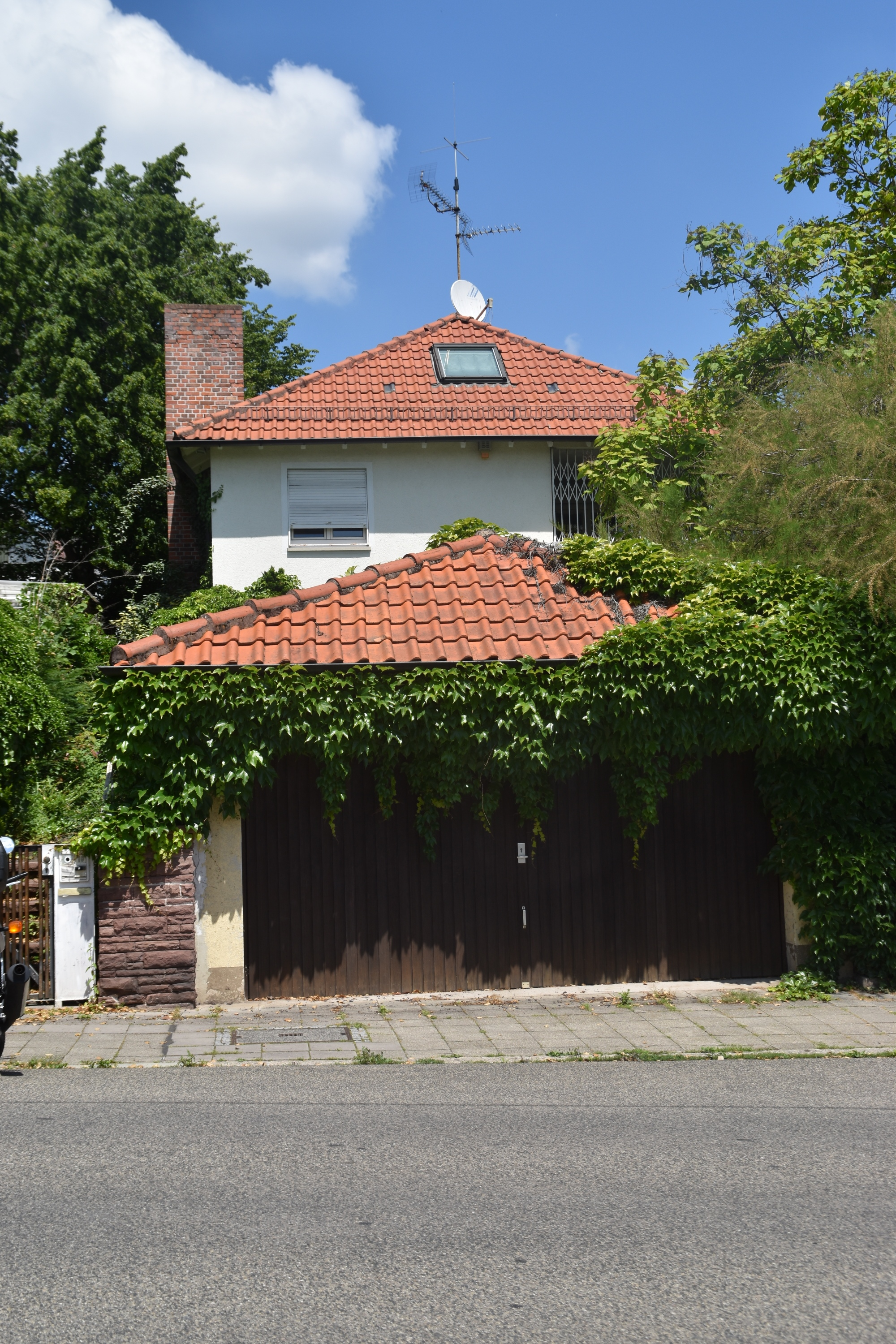
Haus Parlerstraße 10
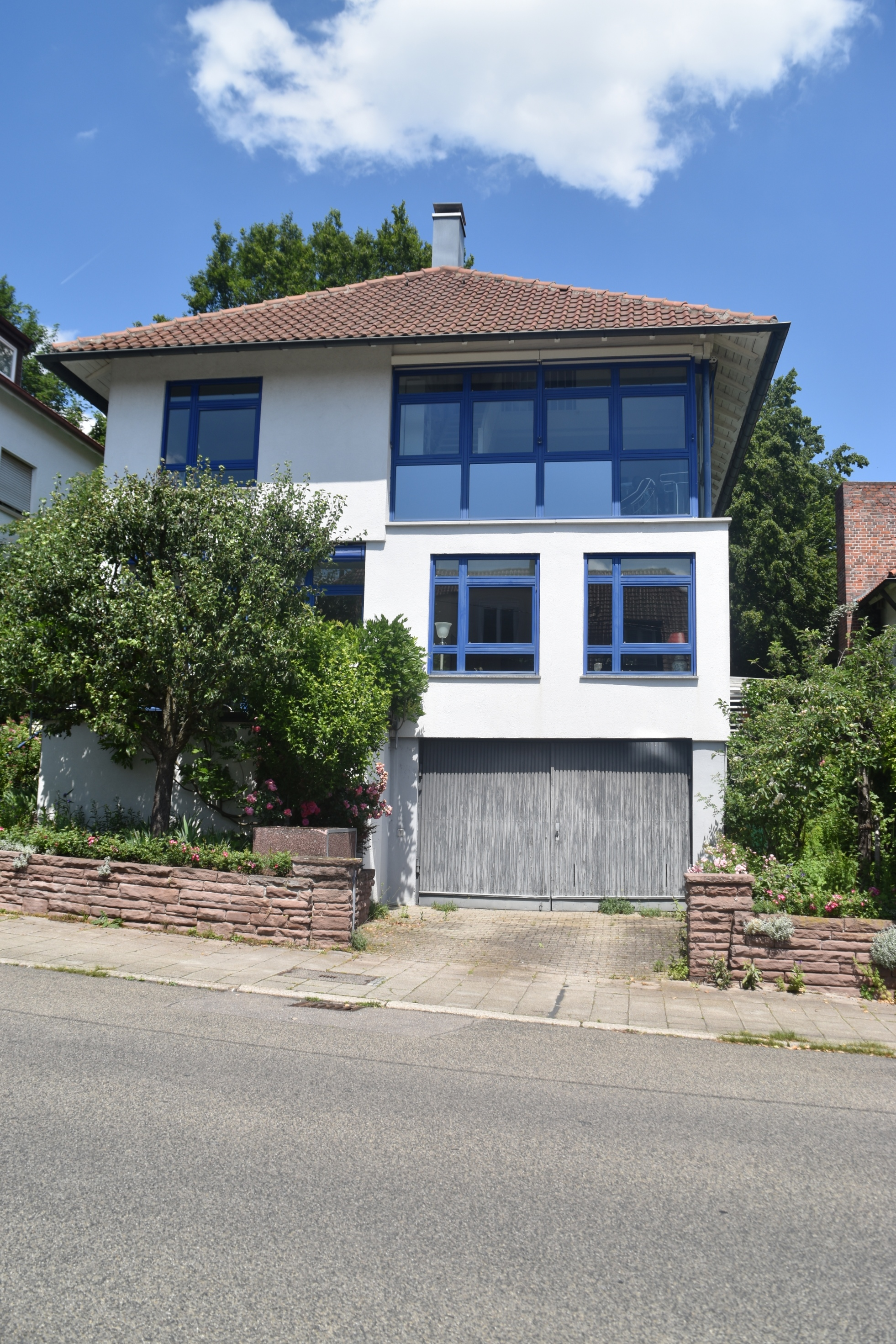
Haus Parlerstraße 12